# Herbert König (Politiker)
Herbert König (* 8. April 1934 in Mainz) ist ein ehemaliger Geschäftsstellenleiter der HEK und war ein deutscher Politiker (CDU) und Mitglied der Bremischen Bürgerschaft.

## Biografie
König wurde nach einer kaufmännischen Lehre 1954 Angestellter bei der Hanseatischen Ersatzkasse (HEK) in Bremerhaven, dann in Köln, Berlin, Frankfurt und ab 1965 in Bremen, wo er Geschäftsstellenleiter der HEK wurde.
Er wurde Mitglied der CDU und war im Ortsverband Bremen-Huchting aktiv. Von 1983 bis 1987 war er Mitglied der 11. Bremischen Bürgerschaft und dort Mitglied verschiedener Deputationen, u. a. für Arbeit.